# اوا کانیا
اِوا کانیا (لهستانی: Ewa Kania؛ زادهٔ ۲۲ ژانویه ۱۹۴۸) بازیگر و صداپیشه اهل لهستان است.
از فیلم‌ها یا مجموعه‌های تلویزیونی که وی در آن‌ها نقش داشته‌است، می‌توان به کمیسر آلکس، ده فرمان، طایفه، قرض، در خوشی و سختی و کارآگاهان جنایی اشاره نمود.